# The L Word
The L Word var en TV-serie som porträtterade en grupp homosexuella kvinnor, deras älskare och vänner. TV-serien skapades av Ilene Chaiken. I serien medverkade bl.a. Jennifer Beals (Flashdance), Leisha Hailey (från bandet Uh Huh Her), och Pam Grier (från filmen Jackie Brown).

## Handling

### Säsong 1
Serien inleds med att den nyexaminerade journalisten Jenny Schecter flyttar till Los Angeles för att bo med sin pojkvän Tim Haspel. I den stora staden lär hon sig känna en lesbisk bekantskapskrets och inser nya saker om sig själv. I kretsen finns bl.a. paret Bette Porter (porträtterat av Jennifer Beals) och Tina Kennard (Laurel Holloman) som försöker skaffa barn, men allt går inte som planerat. Dana Fairbanks (Erin Daniels), en känd tennisspelare, vill komma ut officiellt men vågar inte på grund av rädsla för sin karriär, medan Alice Pieszecki (Leisha Hailey) lessnar på allt lesbiskt drama och går över till en självidentifierad lesbisk man vid namn Lisa. Shane (Katherine Moennig) håller inte på med förhållanden.

### Säsong 2
Alice och Dana har startat ett förhållande, Shane blir kär för första gången i Carmen de la Pica Morales (Sarah Shahi) och paret Bette och Tina är inte längre tillsammans efter Bettes otrohet i första säsongen.

### Säsong 3
Dana dumpar Alice och går tillbaka till sitt ex, Lara Perkins. En älskad person dör. Som får många att ändra sig vad de gäller olika val.

### Säsong 4
Bette inleder ett förhållande med en kollega från skolan samtidigt som hennes chef upptäcker saker som får stora konsekvenser. Shane återgår till sin gamla vana men upptäcker även en överraskning från sin pappas fru. Många nya karaktärer kommer in den här säsongen och vänder upp och med på serien.

### Säsong 5
De ställer upp och cyklar ett cancerlopp för den Dana som dog i bröstcancer i säsong 3. Jennys Lez Girls blir film. Nya bitchiga tjejer försöker förstöra allt för The Planet. Tina och Bette hittar tillbaka till varandra.

### Säsong 6
I första avsnittet avslöjas det att Jenny Schecter är död. Men vem dödade Jenny? Från avsnitt ett går de tillbaka tre månader i tiden och ser vad som orsakat hela kaoset. Alla är arga på Jenny efter att hon blivit för egocentrisk och bitchig.

## Rollista (urval)
- Jennifer Beals - Bette Porter (2004-2009)
- Erin Daniels - Dana Fairbanks (2004-2006)
- Leisha Hailey - Alice Pieszecki (2004-2009)
- Laurel Holloman - Tina Kennard (2004-2009)
- Mia Kirshner - Jenny Schecter (2004-2009)
- Daniela Sea - Moira/Max Sweeney (2005-2009)
- Katherine Moennig - Shane McCutcheon (2004-2009)
- Pam Grier - Kit Porter (2004-2009)
- Karina Lombard - Marina Ferrer (2004)
- Eric Mabius - Tim Haspel (2004)
- Rachel Shelley - Helena Peabody (2005-2009)
- Eric Lively - Mark Wayland (2005)
- Sarah Shahi - Carmen de la Pica Morales (2005-2006)
- Cybill Shepherd - Phyllis (2006-2009)
- Marlee Matlin - Jodi Lerner (2006-2009)
- Janina Gavankar - Papi (2006-2007 (1 avsnitt, 2009))
- Rose Rollins - Tasha (2006-2009)

## Avsnitt

### Säsong 1
1. Pilot  (Manus: Ilene Chaiken; Regi: Rose Troche)
2. Let's Do It  (Manus: Susan Miller; Regi: Rose Troche)
3. Longng  (Manus: Angela Robinson; Regi: Lynne Stopkewich)
4. Lies, Lies, Lies  (Manus: Josh Senter; Regi: Clement Virgo)
5. Lawfully  (Manus: Rose Troche; Regi: Dan Minahan)
6. Losing It  (Manus: Guinevere Turner; Regi: Clement Virgo)
7. L'Ennui  (Manus: Ilene Chaiken; Regi: Tony Goldwyn)
8. Listen Up  (Manus: Mark Zakarin; Regi: Kari Skogland)
9. Luck, Next Time  (Manus: Rose Troche; Regi: Rose Troche)
10. Liberally  (Manus: Ilene Chaiken; Regi: Mary Harron)
11. Looking Back  (Manus: Guinevere Turner; Regi: Rose Troche)
12. Locked Up  (Manus: Ilene Chaiken; Regi: Lynne Stopkewich)
13. Limb from Limb  (Manus: Ilene Chaiken; Regi: Tony Goldwyn)

### Säsong 2
1. Life, Loss, Leaving  (Manus: Ilene Chaiken; Regi: Dan Minahan)
2. Lap Dance  (Manus: Ilene Chaiken; Regi: Lynne Stopkewich)
3. Loneliest Number  (Manus: Lara Spotts; Regi: Rose Troche)
4. Lynch Pin  (Manus: Ilene Chaiken; Regi: Lisa Cholodenko)
5. Labyrinth  (Manus: Rose Troche; Regi: Burr Steers)
6. Lagrimas de Oro  (Manus: Guinevere Turner; Regi: Jeremy Podeswa)
7. Luminous  (Manus: Ilene Chaiken; Regi: Ernest Dickerson)
8. Loyal  (Manus: A.M. Homes; Regi: Alison Maclean)
9. Late, Later, Latent  (Manus: David Stenn; Regi: Tony Goldwyn)
10. Land Ahoy  (Manus: Ilene Chaiken; Regi: Tricia Brock)
11. Loud and Proud  (Manus: Elizabeth Hunter; Regi: Rose Troche)
12. L'Chaim  (Manus: Ilene Chaiken; Regi: John Curran)
13. Lacuna  (Manus: Ilene Chaiken; Regi: Ilene Chaiken)

### Säsong 3
1. Labia Majora  (Manus: Ilene Chaiken; Regi: Rose Troche)
2. Lost Weekend  (Manus: A.M. Homes; Regi:Bille Eltringham)
3. Lobsters  (Manus: Ilene Chaiken; Regi: Bronwen Hughes)
4. Light My Fire  (Manus: Cherien Dabis; Regi: Lynne Stopkewich)
5. Lifeline  (Manus: Ilene Chaiken; Regi: Kimberly Peirce)
6. Lifesize  (Manus: Adam Rapp; Regi: Tricia Brock)
7. Lone Star  (Manus: EZgirl; Regi: Frank Pierson)
8. Latecomer  (Manus: Ilene Chaiken; Regi: Angela Robinson)
9. Lead, Follow or Get Out of the Way  (Manus: Ilene Chaiken; Regi: Moises Kaufman)
10. Losing the Light  (Manus: Rose Troche; Regi: Rose Troche)
11. Last Dance  (Manus: Ilene Chaiken; Regi: Allison Anders)
12. Left Hand of the Goddess  (Manus: Ilene Chaiken; Regi: Ilene Chaiken)

### Säsong 4
1. Legend in the Making  (Manus: Ilene Chaiken; Regi: Bronwen Hughes)
2. Livin' La Via Loca  (Manus: Alexandra Kondracke; Regi: Marleen Gorris)
3. Lassoed  (Manus: Ilene Chaiken; Regi: Tricia Brock)
4. Layup  (Manus: Elizabeth Ziff; Regi: Jessica Sharzer)
5. Lez Girls  (Manus: Ilene Chaiken; Regi: John Stockwell)
6. Luck Be a Lady  (Manus: Angela Robinson; Regi: Angela Robinson)
7. Lesson Number One  (Manus: Ariel Schrag; Regi: Moises Kaufman)
8. Lexington and Concord  (Manus: Ilene Chaiken; Regi: Jamie Babbit)
9. Lacy Lilting Lyrics  (Manus: Cherien Dabis; Regi: Bronwen Hughes)
10. Little Boy Blue  (Manus: Elizabeth Ziff; Regi: Karyn Kusama)
11. Literary Licence to Kill  (Manus: Ilene Chaiken; Regi: John Stockwell)
12. Long Time Coming  (Manus: Ilene Chaiken; Regi: Ilene Chaiken)

### Säsong 5
1. LGB Tease
2. Look Out, Here They Come!
3. Lady of the Lake (Regi: Tricia Brock)
4. Let's Get This Party Started  (Regi: John Stockwell)
5. Lookin' at You, Kid
6. Lights! Camera! Action!
7. Lesbians Gone Wild
8. Lay Down The Law
9. Liquid Heat
10. Lifecycle
11. Lunar Cycle
12. Loyal And True

### Säsong 6
1. Long Night's Journey Into Day
2. Least Likely
3. LMFAO
4. Leaving Los Angeles
5. Litmus Test
6. Lactose Intolerant
7. Last Couple Standing
8. Last Word

På The L Words officiella hemsida fortsätter även serien med inspelningar från förhören på polisstationen efter att Jenny Schecter dött.